# Buick Envision
Buick Envision – samochód osobowy typu SUV klasy średniej produkowany pod amerykańską marką Buick od 2014 roku. Od 2020 roku produkowana jest druga generacja modelu.

## Pierwsza generacja

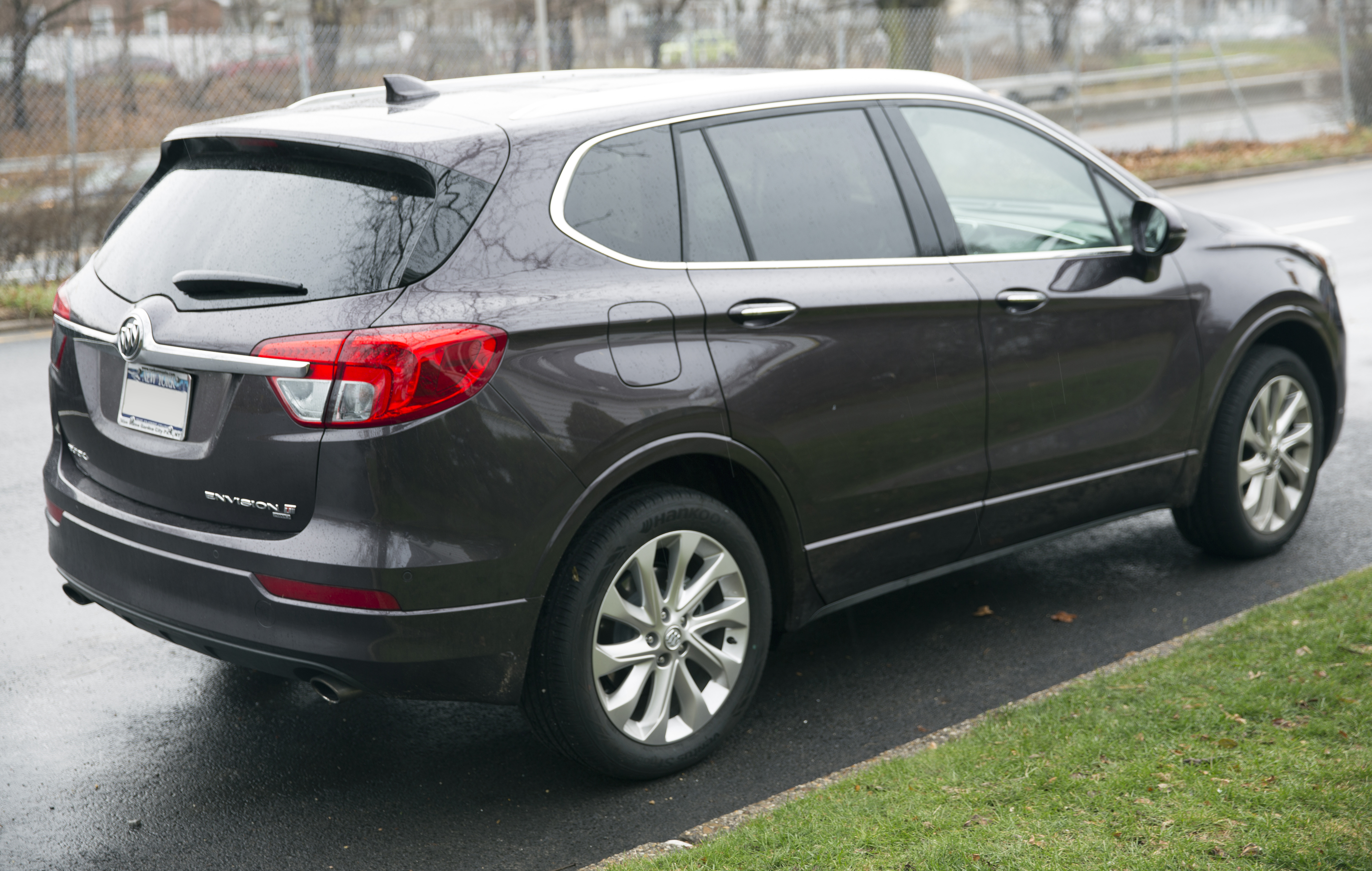
Buick Envision I - tył

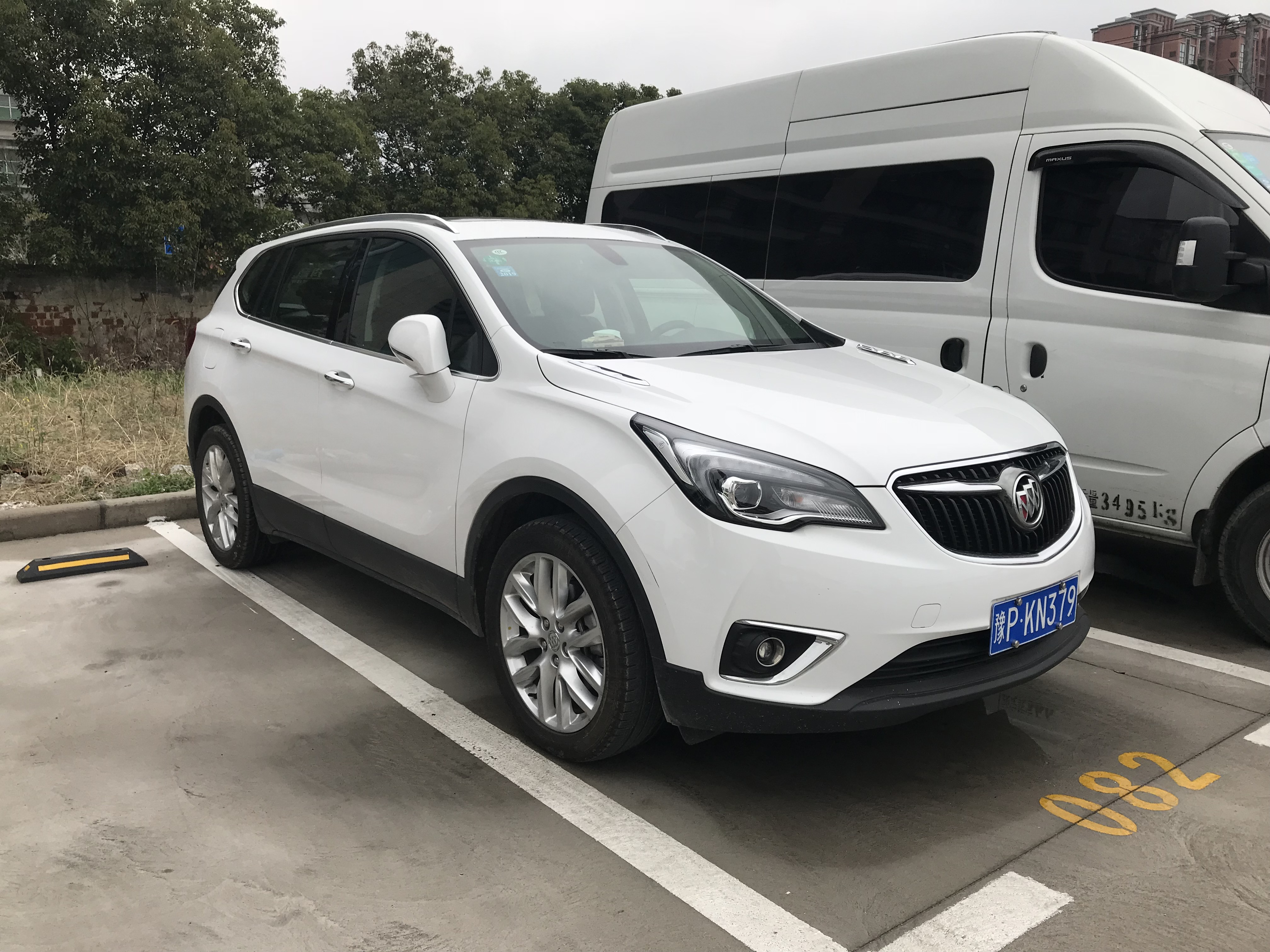
Buick Envision I po liftingu

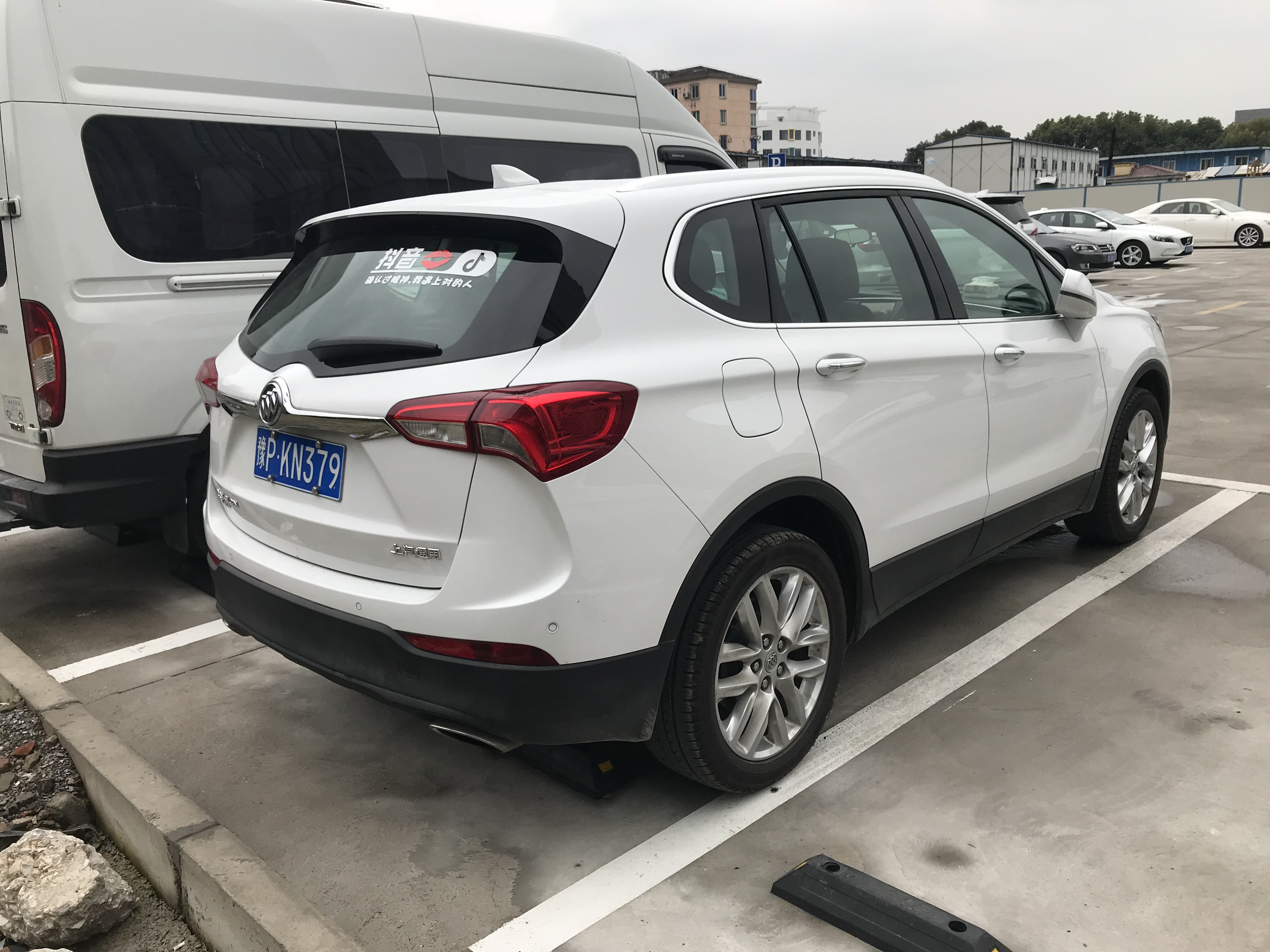
Buick Envision I - tył po liftingu

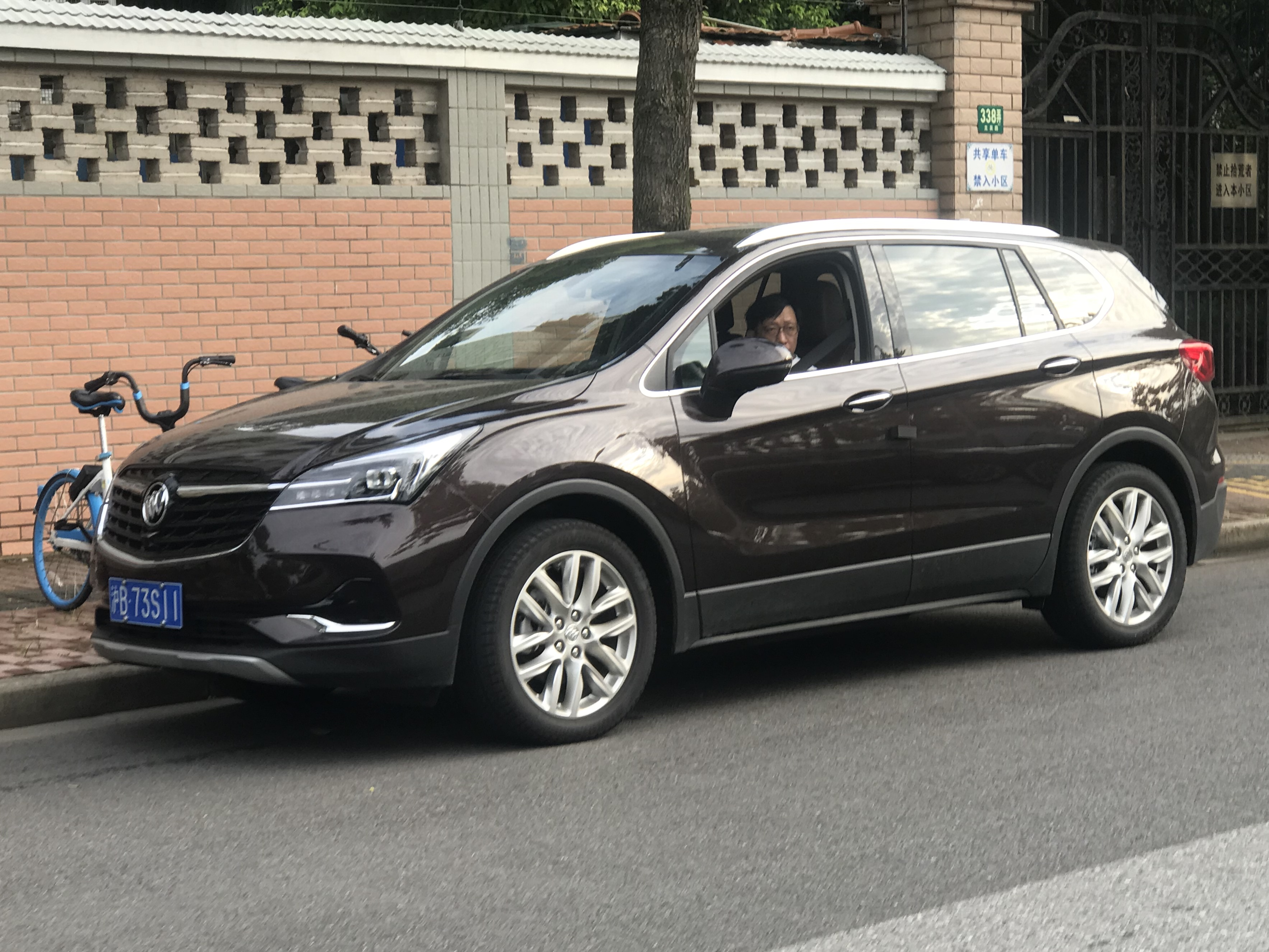
Buick Envision I po drugim liftingu

Buick Envision I został zaprezentowany po raz pierwszy w 2014 roku.
Pierwszy od czasu wycofania w 2007 roku modelu Rendezvous średniej wielkości SUV marki Buick, zadebiutował w lipcu 2014 roku podczas Chengdu Auto Show w Chinach. Envision został zbudowany na platformie General Motors, którą dzieli z innymi średniej wielkości SUV-ami koncernu - Chevroletem Equinox i GMC Terrain. Samochód utrzymano w aktualnym wówczas kierunku stylistycznym dla Buicka, wyróżniając się strzelistymi reflektorami i chromowanymi ozdobnikami na atrapie chłodnicy oraz klapie bagażnika.
W momencie premiery pojawiały się spekulacje na temat zbudowania przez General Motors bliźniaczych wersji Buicka Envision na inne rynki, która w Europie mogłaby stać się następcą oferowanego wówczas modelu Antara, a w Australii - Holdena Captivy. Informacje te jednak nie potwierdziły się.

### Restylizacje
W lutym 2018 roku Buick przedstawił Envisiona po gruntownej modernizacji, która objęła zarówno rynek chiński, jak i północnoamerykański. Samochód zyskał przemodelowane zderzaki, inny kształt reflektorów i tylnych lamp, a także przemodelowaną atrapę chłodnicy i inne wytłoczenie klapy bagażnika.
Zaledwie półtora roku po ostatnim faceliftingu, chiński oddział Buicka zdecydował się ponownie zmodernizować SUV-a Envision w listopadzie 2019 roku. Zmieniono wygląd przednich lamp i montując większą atrapę chłodnicy z charakterystyczną chromowaną poprzeczką.

### Sprzedaż
W styczniu 2016 roku na Detroit Auto Show Buick przedstawił model Envision przeznaczony na rynek Ameryki Północnej. W porównaniu do wariantu na rynek chiński, samochód oferowany jest w nowych wariantach kolorystycznych, z innymi wzorami alufelg i oświetleniem zmodyfikowanym pod potrzeby amerykańskiego, kanadyjskiego i meksykańskiego rynku.
Prezentacja Buicka Envision wywołała duże kontrowersje z powodu kraju produkcji - wbrew wcześniejszym spekulacjom, Buick nie zadecydował się ulokować produkcji Envisiona lokalnie, w Stanach Zjednoczonych, lecz zdecydował się importować samochód z chińskiej fabryki w portowym mieście Yantai. Spotkało się to z krytyką także ze strony Zjednoczonych Związków Zawodowych General Motors, którzy od września 2015 lobbowali za produkcją Buicka Envision dla rynku Ameryki Północnej lokalnie. Samochód stał się w ten sposób pierwszym w historii amerykańskiej motoryzacji pojazdem oferowanym w tym kraju, który pochodzi z fabryki w Chinach. 
Buick Envision nie zyskał popularności w Stanach Zjednoczonych, notując niskie w porównaniu do konkurencji wyniki sprzedażowe.

### Silniki
- L4 1.5l LFV
- L4 2.0l LFG
- L4 2.5l LCV

## Druga generacja

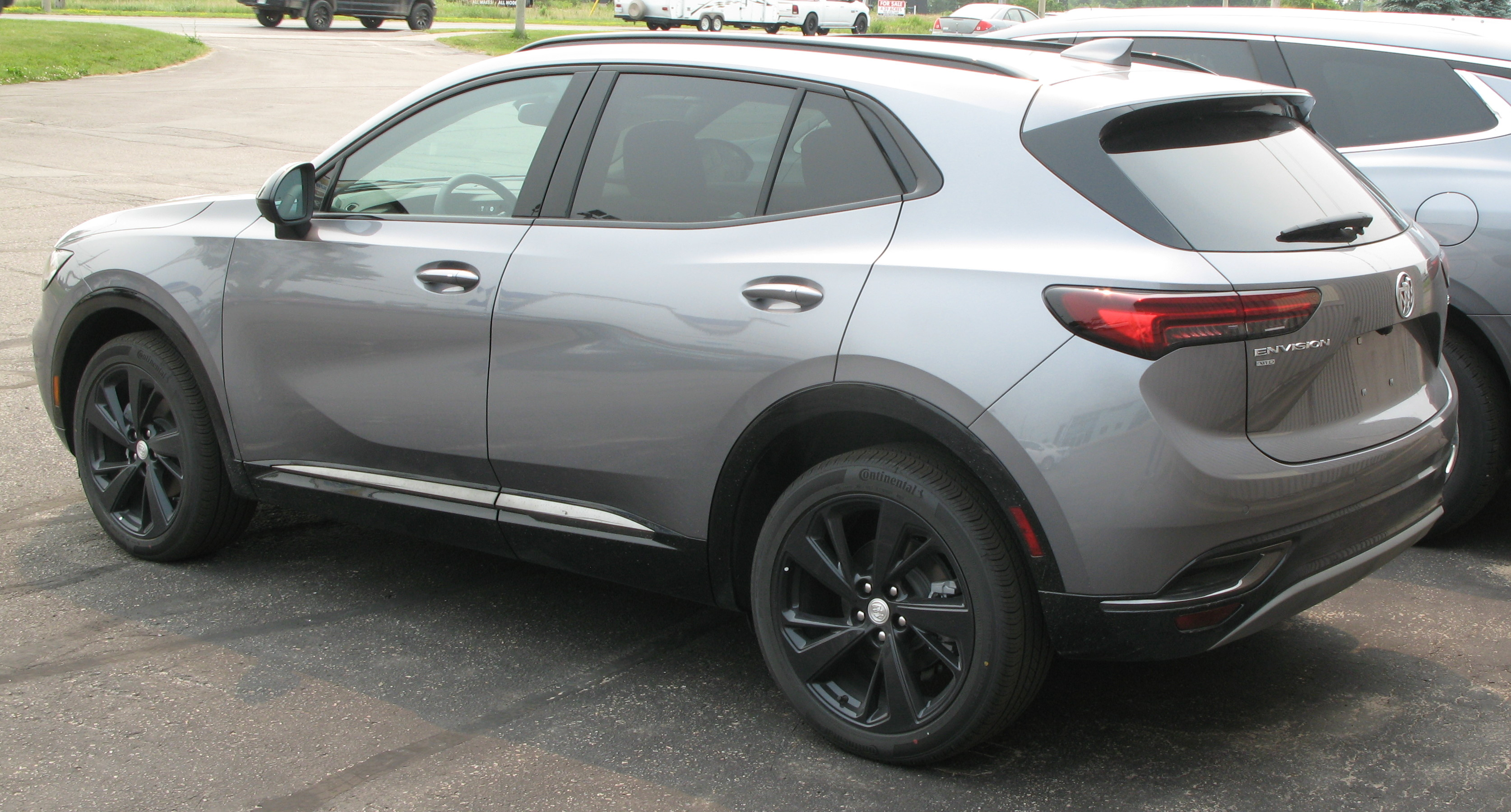
Buick Envision II - tył

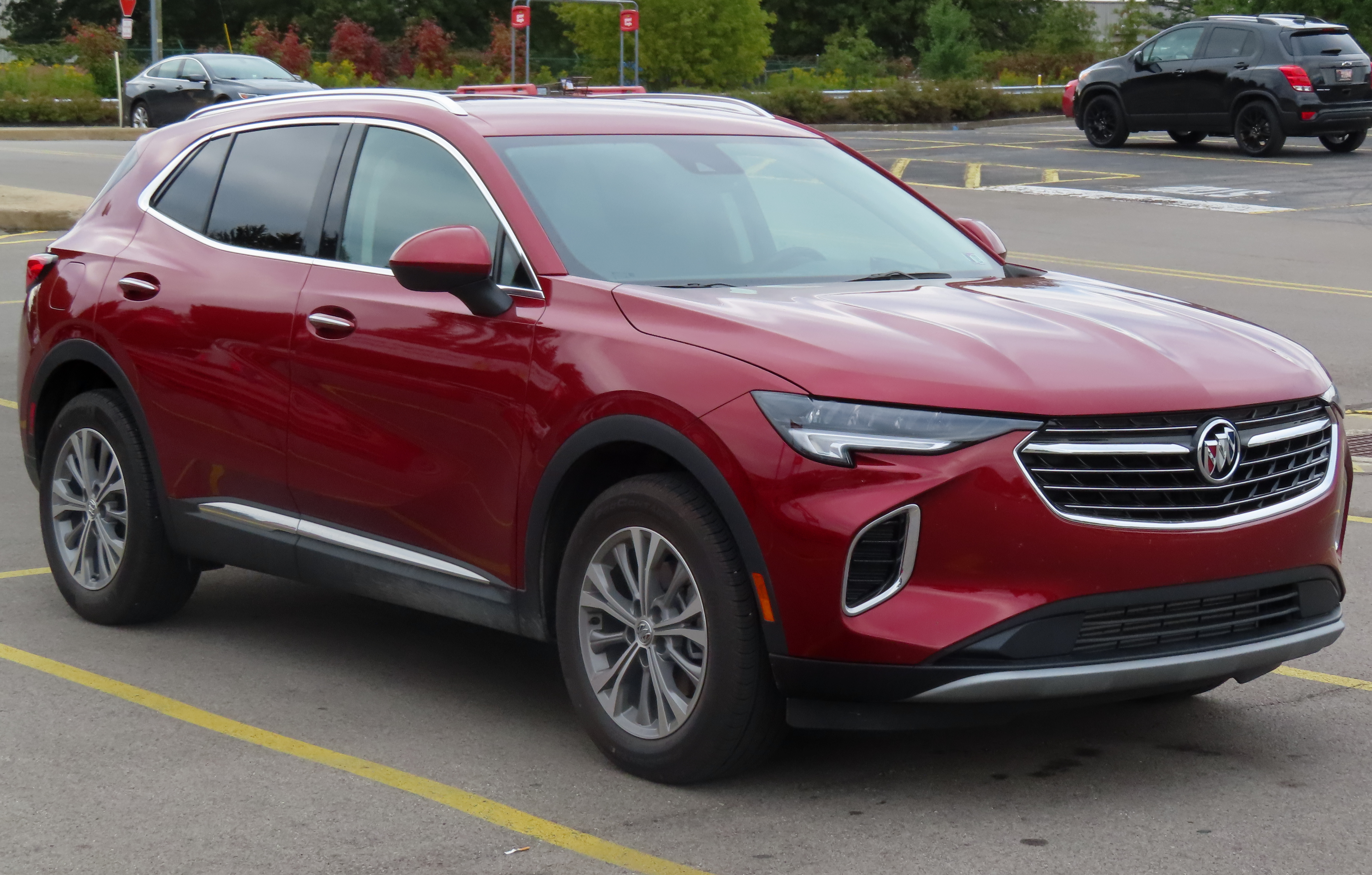
Buick Envision II Preferred

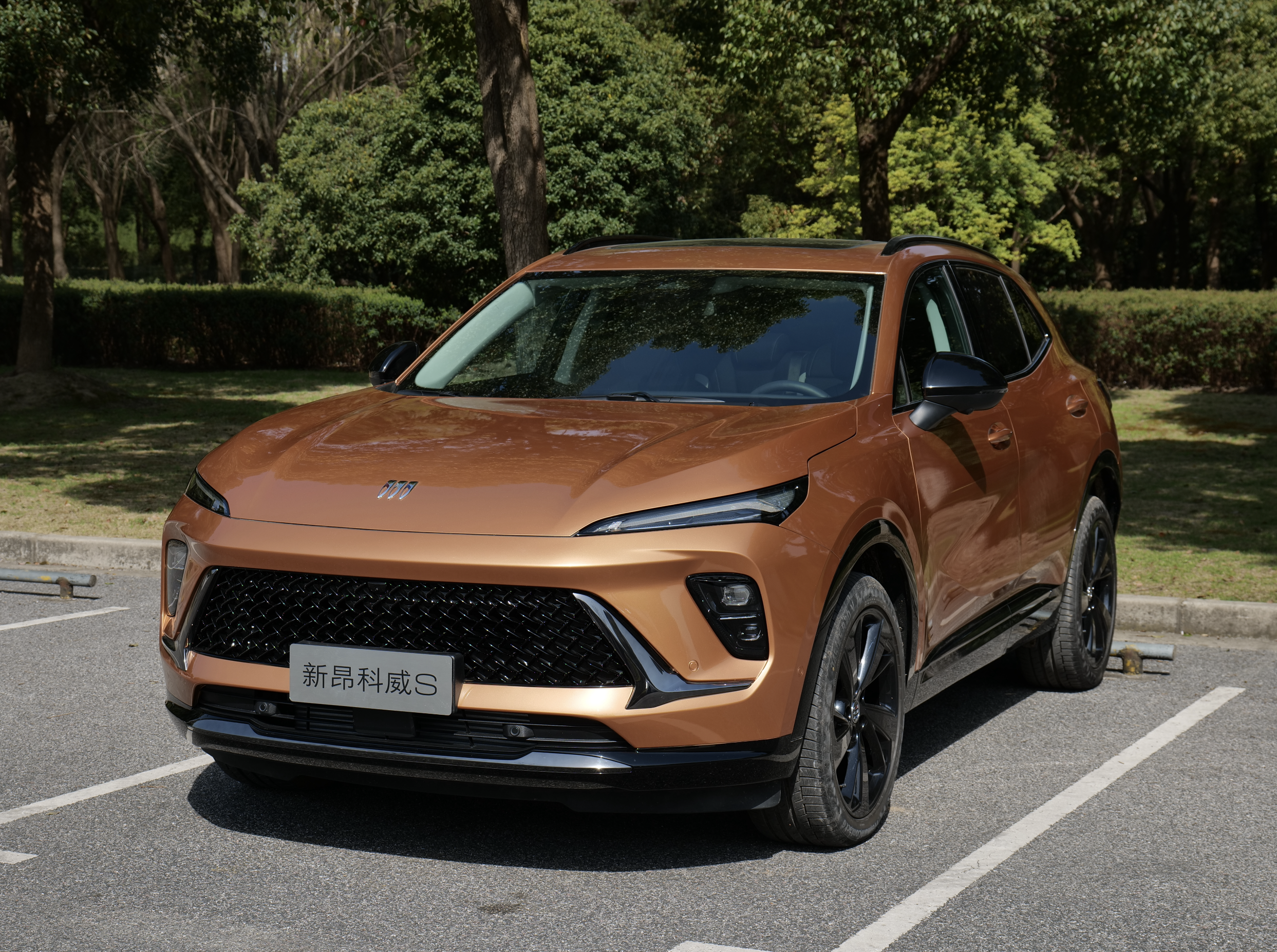
Buick Envision S po liftingu

Buick Envision II został zaprezentowany po raz pierwszy w 2020 roku.
W marcu 2020 roku w internecie pojawiły się pierwsze nieoficjalne fotografie dokumentujące nowego, średniej wielkości SUV-a mającego poszerzyć chińskie portfolio marki Buick. Pierwsze oficjalne zdjęcia przedstawiono jednak wobec wariantu przeznaczonego na rynek Ameryki Północnej, prezentując ją 29 maja 2020 roku. Druga generacja Envision przeszła obszerne modyfikacje w stosunku do poprzednika, powstając na nowej platformie koncernu General Motors.
Samochód zyskał szersze nadwozie z niżej poprowadzoną linią dachu, a także wyżej umieszczoną linię szyb bez trzeciego okienka w słupku C. Pojawił się większy przedni wlot powietrza i węższe, bardziej podłużne reflektory. Podobny motyw stylistyczny zastosowano z tyłu nadwozia, gdzie Buick Envision II upodobnił się szczególnie do mniejszego modelu Encore GX.

### Lifting
W czerwcu 2023 druga generacja Envision przeszła obszerną restylizację, w ramach której stylizacja dużego SUV-a została dostosowana do nowego języka stylistycznego Buicka zapoczątkowanego w poprzedzającym roku. Pas przedni zyskał bardziej szpiczaste zakończenie, z niżej osadzonym i większym chromowanym wlotem powietrza w kształcie trapezu. Ponadto zdecydowano się na nowy projekt deski rozdzielczej z dużym, 30-calowym panelem w kształcie odwróconego trapezu tworzonym przez cyfrowy ekran wskaźników i dotykowy wyświetlacz systemu multimedialnego. Zmodernizowane Envision II wyposażono w rozbudowany system półautonomicznej jazdy, a także przyozdobiono nowym logiem firmowym Buicka.

### Sprzedaż
Produkcja drugiej generacji Buicka Envision odbywa się podobnie jak dotychczas wyłącznie w Chinach, skąd model jest dostarczany zarówno na rynek lokalny, jak i północnoamerykański. Produkcja rozpoczęła się w Chinach pod nazwą Buick Envision S jesienią 2020, za to eksport z myślą o Ameryce Północnej - w pierwszych miesiącach 2021 roku.

### Silnik
- R4 2.0l 254 KM

### Envision Plus

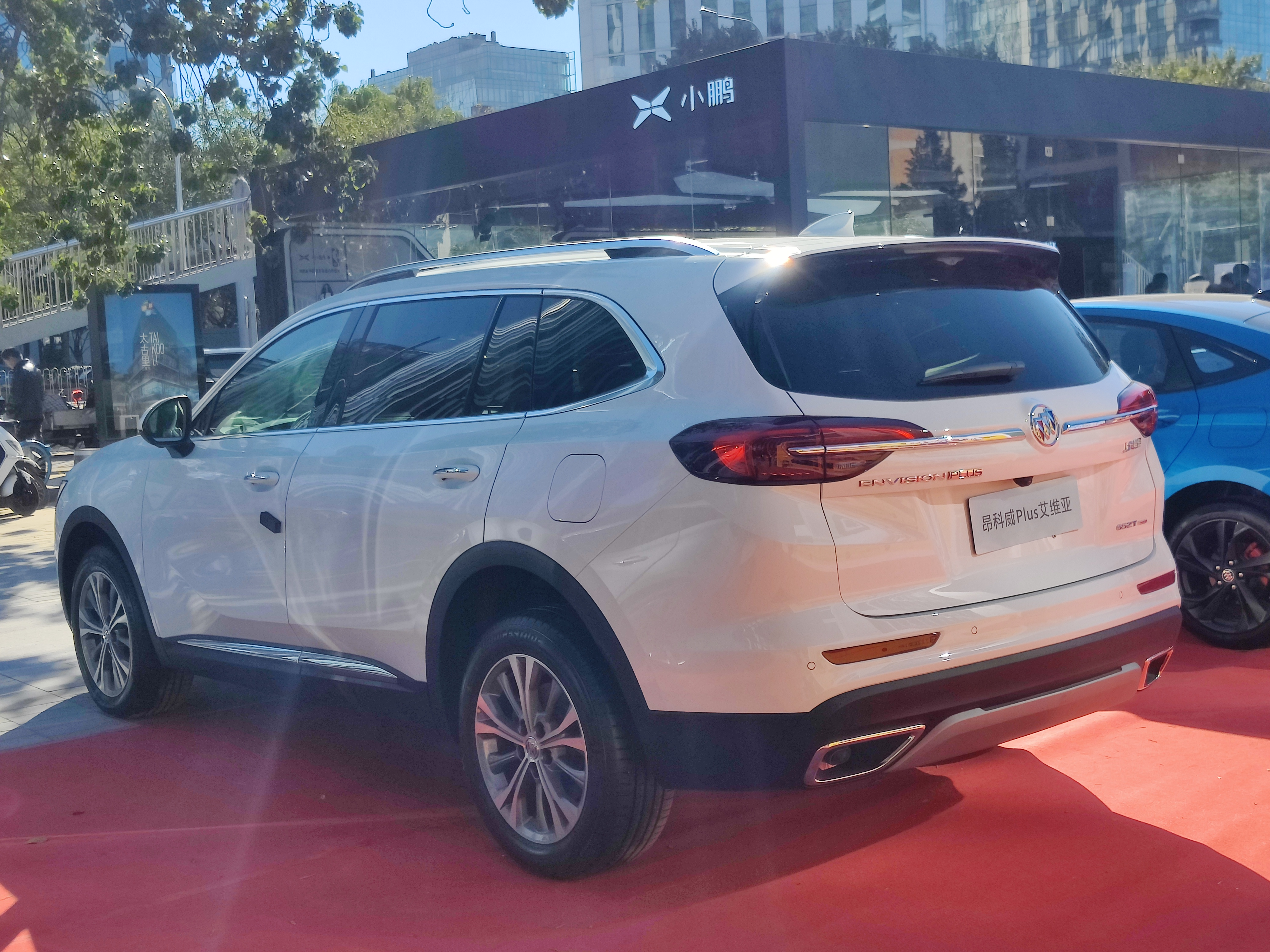
Buick Envision Plus - tył

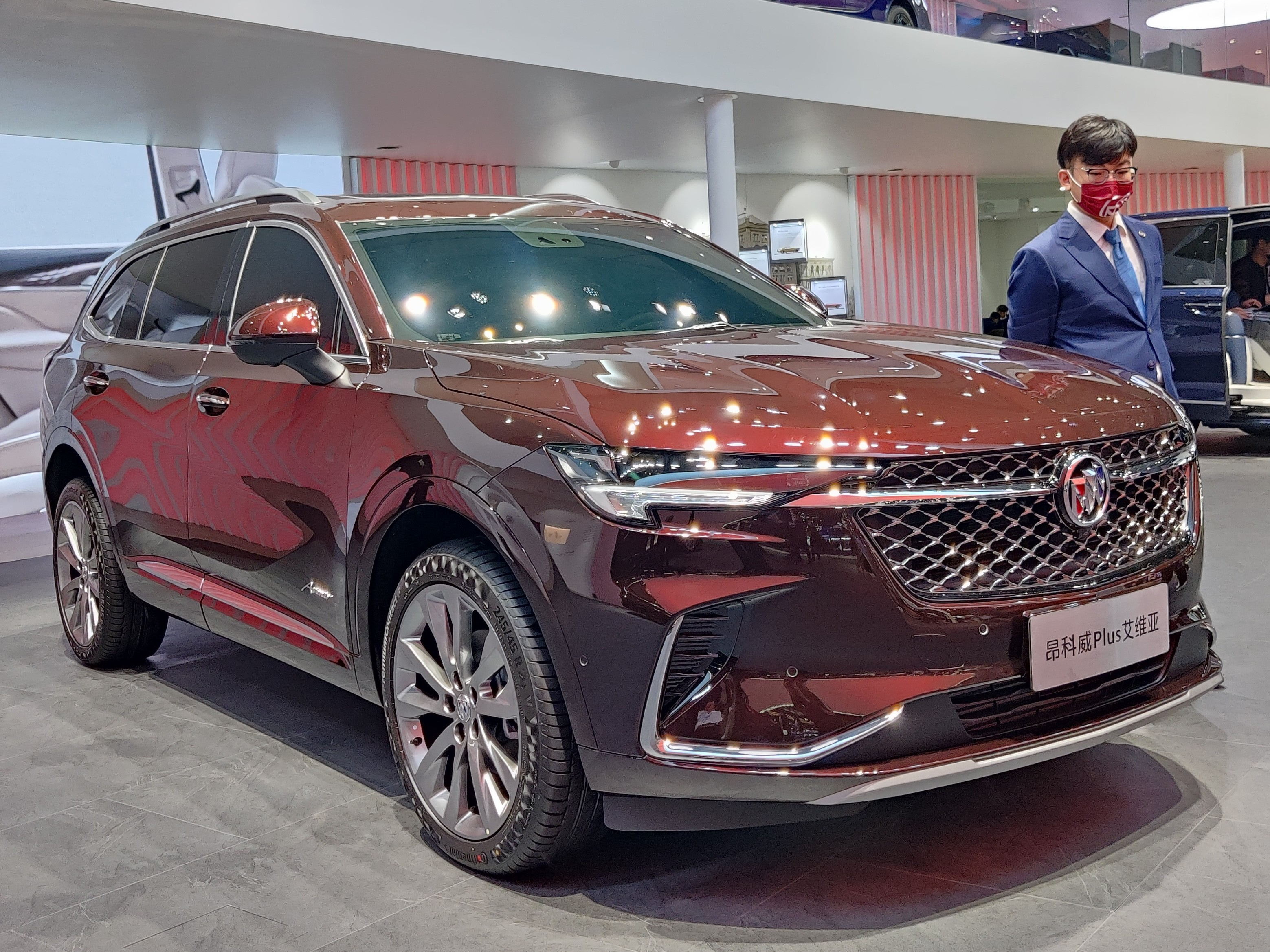
Buick Envision Plus Avenir

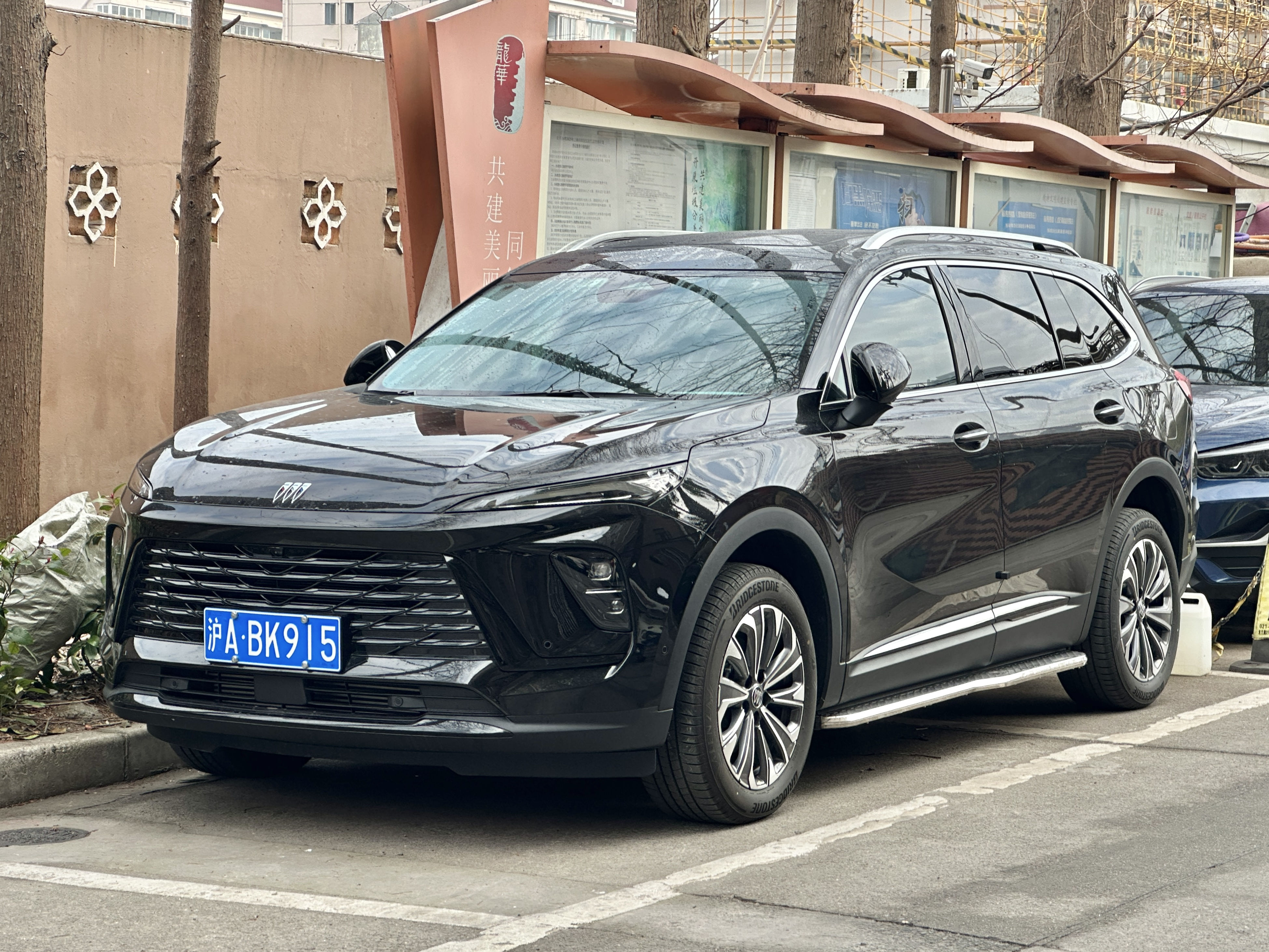
Buick Envision Plus po liftingu

Buick Envision Plus został zaprezentowany po raz pierwszy w 2021 roku.
Rok po debiucie drugiej generacji modelu Envision, chiński oddział Buicka przedstawił powiększoną odmianę Plus stanowiącą większą i przestronniejszą alternatywę plasującą się między klasycznym Envision, a sztandarowym Enclave.
Pod kątem technicznym Envision Plus zyskał wydłużony rozstaw osi, a także znacznie wydłużone nadwozie z bardziej kanciastym tyłem z umieszczoną pod mniejszym kątem klapą bagażnika. Pojazd zyskał też inną stylizację lamp tylnych, większą atrapę chłodnicy, przeprojektowane reflektory oraz rozległą listwę chromowaną.
W kabinie pasażerskiej wygospodarowano z kolei przestrzeń na dodatkowy, trzeci rząd siedzeń mogący pomieścić kolejne dwoje pasażerów. Buick Envision Plus zadebiutował oficjalnie w kwietniu 2021 roku podczas wystawy samochodowej Shanghai Auto Show równolegle z modelem Verano Pro.

### Silnik
- R4 2.0l 254 KM